# Torneo Federal Femenino de Básquetbol 2017
El Torneo Federal Femenino de Básquetbol de 2017 fue la tercera edición del torneo nacional de clubes de básquet femenino de Argentina organizado por la CABB. Contó con catorce equipos de distintas federaciones a nivel nacional y, si bien se esperaban dos equipos de FeBAMBA, la federación de Capital Federal y alrededores, a mitad del torneo se decidió que no se incluirían. Se jugó durante la segunda mitad del año ya que durante la primera mitad se disputó la Liga Femenina.
El campeón de esta edición fue Talleres de Paraná que terminó primero en el cuadrangular final disputado en su estadio.

## Equipos participantes
| Club                            | Procedencia                                    |
| ------------------------------- | ---------------------------------------------- |
| Ben Hur                         | Rosario, Santa Fe                              |
| Ben Hur                         | Rafaela, Santa Fe                              |
| Atalaya                         | Rosario, Santa Fe                              |
| Independiente                   | Ataliva, Santa Fe                              |
| Club Atlético Talleres          | Paraná, Entre Ríos                             |
| Independiente                   | Salta, Salta                                   |
| Lomas Básquet                   | San Miguel de Tucumán, Tucumán                 |
| Tucumán BB                      | San Miguel de Tucumán, Tucumán                 |
| Club Atlético Montmartre        | San Fernando del Valle de Catamarca, Catamarca |
| Bolívar                         | Carlos Paz, Córdoba                            |
| Andes Talleres                  | Mendoza, Mendoza                               |
| Calle Angosta Mercedes Deportes | Villa Mercedes, San Luis                       |
| Ferrocarril Sud                 | Olavarría, Buenos Aires                        |
| El Nacional                     | Bahía Blanca, Buenos Aires                     |

## Modo de disputa
El torneo está dividido en tres fases. Durante las primeras dos fases solo intervienen 14 equipos, todos salvo los dos representantes de FeBAMBA, ente que rige el básquet en Capital Federal y alrededores.
Primera fase
Según la cercanía geográfica, los equipos son divididos en zonas. Dos zonas cuentan con cinco equipos mientras que una zona cuenta con cuatro. En cada zona se disputan partidos todos contra todos en una misma sede en dos fines de semana distintos (27, 28 y 29 de octubre y 10, 11 y 12 de noviembre). Los dos mejores de cada zona más los terceros de las zonas con cinco equipos avanzan a la siguiente fase.
Segunda fase
Los ocho clasificados se dividen en dos grupos. Cada sede es licitada. Los mejores dos de cada grupo avanzan de fase. Se disputa el 24, 25 y 26 de noviembre.
Cuadrangular final
Los dos equipos de FeBAMBA se suman y los cuatro equipos disputan un cuadrangular todos contra todos del 1 al 3 de diciembre.

## Primera fase

### Zona 1
| Equipo                  | Pts | PJ | PG | PP |
| ----------------------- | --- | -- | -- | -- |
| Talleres (Paraná)       | 15  | 8  | 7  | 1  |
| Ben Hur (Rafaela)       | 13  | 8  | 5  | 3  |
| Ben Hur (Rosario)       | 12  | 8  | 4  | 4  |
| Atalaya (Rosario)       | 12  | 8  | 4  | 4  |
| Independiente (Ataliva) | 8   | 8  | 0  | 8  |

|  | Avanza de fase. |

| Atalaya (Rosario)       | 100 - 48 | Independiente (Ataliva) | 3 de noviembre | 17:00 |
| Ben Hur (Rafaela)       | 63 - 52  | Ben Hur (Rosario)       | 3 de noviembre | 19:00 |
| Atalaya (Rosario)       | 89 - 65  | Ben Hur (Rosario)       | 4 de noviembre | 9:00  |
| Ben Hur (Rafaela)       | 55 - 52  | Talleres (Paraná)       | 4 de noviembre | 11:00 |
| Atalaya (Rosario)       | 59 - 62  | Ben Hur (Rafaela)       | 4 de noviembre | 17:00 |
| Independiente (Ataliva) | 39 - 76  | Talleres (Paraná)       | 4 de noviembre | 19:00 |
| Atalaya (Rosario)       | 50 - 75  | Talleres (Paraná)       | 5 de noviembre | 9:00  |
| Ben Hur (Rosario)       | 57 - 40  | Independiente (Ataliva) | 5 de noviembre | 11:00 |
| Ben Hur (Rosario)       | 46 - 51  | Talleres (Paraná)       | 5 de noviembre | 17:00 |
| Independiente (Ataliva) | 39 - 65  | Ben Hur (Rafaela)       | 5 de noviembre | 19:00 |

| Ben Hur (Rafaela)      | 65 - 31 | Independiente (Ataliva) | 10 de noviembre | 19:00 |
| Talleres (Paraná)      | 67 - 58 | Atalaya (Rosario)       | 10 de noviembre | 21:00 |
| Ben Hur (Rosario)      | 66 - 42 | Atalaya (Rosario)       | 11 de noviembre | 10:00 |
| Talleres (Paraná)      | 85 - 42 | Independiente (Ataliva) | 11 de noviembre | 12:00 |
| Ben Hur (Rafaela)      | 47 - 63 | Atalaya (Rosario)       | 11 de noviembre | 19:00 |
| Talleres (Paraná)      | 54 - 52 | Ben Hur (Rosario)       | 11 de noviembre | 21:00 |
| Independiente (Paraná) | 46 - 86 | Atalaya                 | 12 de noviebmre | 10:00 |
| Ben Hur (Rafaela)      | 54 - 63 | Ben Hur (Rosario)       | 12 de noviebmre | 12:00 |
| Ben Hur (Rosario)      | 98 - 27 | Independiente (Ataliva) | 12 de noviebmre | 19:00 |
| Talleres (Paraná)      | 58 - 52 | Ben Hur (Rafaela)       | 12 de noviebmre | 21:00 |

### Zona 2
| Equipo                 | Pts | PJ | PG | PP |
| ---------------------- | --- | -- | -- | -- |
| Bolívar (Carlos Paz)   | 15  | 8  | 7  | 1  |
| Atlético Montmartre    | 14  | 8  | 6  | 2  |
| Independiente (Salta)  | 12  | 8  | 4  | 4  |
| Tucumán BB             | 11  | 8  | 3  | 5  |
| Lomas Basket (Tucumán) | 8   | 8  | 0  | 8  |

|  | Avanza de fase. |

| Montmartre            | 68 - 60 | Lomas Basket          | 27 de octubre | 18:30 |
| Independiente (Salta) | 56 - 83 | Bolívar (Carlos Paz)  | 27 de octubre | 20:00 |
| Lomas Basket          | 62 - 70 | Independiente (Salta) | 28 de octubre | 10:00 |
| Tucumán BB            | 46 - 57 | Montmartre            | 28 de octubre | 11:30 |
| Independiente (Salta) | 55 - 51 | Montmartre            | 28 de octubre | 18:30 |
| Tucumán BB            | 50 - 86 | Bolívar (Carlos Paz)  | 28 de octubre | 20:00 |
| Lomas Basket          | 48 - 58 | Bolívar (Carlos Paz)  | 29 de octubre | 9:30  |
| Tucumán BB            | 62 - 57 | Independiente (Salta) | 29 de octubre | 11:00 |
| Montmartre            | 51 - 68 | Bolívar (Carlos Paz)  | 29 de octubre | 16:30 |
| Tucumán BB            | 84 - 76 | Lomas Basket          | 29 de octubre | 18:00 |

| Lomas Basket          | 0 - 20  | Tucumán BB            | 10 de noviembre | 19:00 |
| Bolívar (Carlos Paz)  | 51 - 55 | Montmartre            | 10 de noviembre | 20:30 |
| Tucumán BB            | 55 - 63 | Independiente (Salta) | 11 de noviembre | 10:00 |
| Lomas Basket          | 40 - 71 | Bolívar (Carlos Paz)  | 11 de noviembre | 11:30 |
| Montmartre            | 79 - 49 | Lomas Basket          | 11 de noviembre | 18:30 |
| Bolívar (Carlos Paz)  | 73 - 60 | Independiente (Salta) | 11 de noviembre | 20:30 |
| Lomas Basket          | 51 - 59 | Independiente (Salta) | 12 de noviebmre | 10:00 |
| Tucumán BB            | 44 - 57 | Montmartre            | 12 de noviebmre | 11:30 |
| Independiente (Salta) | 49 - 52 | Montmartre            | 12 de noviebmre | 16:30 |
| Bolívar (Carlos Paz)  | 71 - 59 | Tucumán BB            | 12 de noviebmre | 18:30 |

### Zona 3
| Equipo                          | Pts | PJ | PG | PP |
| ------------------------------- | --- | -- | -- | -- |
| Andes Talleres (Mendoza)        | 12  | 6  | 6  | 0  |
| Ferrocarril Sud (Olavarría)     | 10  | 6  | 4  | 2  |
| El Nacional (Bahía Blanca)      | 8   | 6  | 2  | 4  |
| Calle Angosta Mercedes Deportes | 6   | 6  | 0  | 6  |

|  | Avanza de fase. |

| Andes Talleres             | 91 - 39 | Calle Angosta Mercedes     | 27 de octubre | 18:00 |
| Ferro (Olavarría)          | 55 - 38 | El Nacional (Bahía Blanca) | 27 de octubre | 20:30 |
| Ferro (Olavarría)          | 78 - 55 | Calle Angosta Mercedes     | 28 de octubre | 18:00 |
| El Nacional (Bahía Blanca) | 52 - 79 | Andes Talleres             | 28 de octubre | 20:00 |
| El Nacional (Bahía Blanca) | 64 - 47 | Calle Angosta Mercedes     | 29 de octubre | 17:00 |
| Ferro (Olavarría)          | 60 - 75 | Andes Talleres             | 29 de octubre | 18:30 |

| Andes Talleres             | 90 - 22 | Calle Angosta Mercedes     | 10 de noviembre | 18:00 |
| Ferro (Olavarría)          | 64 - 54 | El Nacional (Bahía Blanca) | 10 de noviembre | 20:30 |
| Ferro (Olavarría)          | 72 - 48 | Calle Angosta Mercedes     | 11 de noviembre | 18:00 |
| El Nacional (Bahía Blanca) | 58 - 73 | Andes Talleres             | 11 de noviembre | 20:00 |
| El Nacional (Bahía Blanca) | 59 - 31 | Calle Angosta Mercedes     | 12 de noviembre | 11:00 |
| Ferro (Olavarría)          | 60 - 72 | Andes Talleres             | 12 de noviembre | 13:00 |

## Semifinales

### Zona A
| Equipo             | Pts | PJ | PG | PP |
| ------------------ | --- | -- | -- | -- |
| Talleres (Paraná)1 | 5   | 3  | 2  | 1  |
| Andes Talleres1    | 5   | 3  | 2  | 1  |
| Ben Hur (Rosario)1 | 5   | 3  | 2  | 1  |
| Montmartre         | 3   | 3  | 0  | 3  |

|  | Avanza de fase. |

1: El triple empate se definió por los partidos entre los equipos empatados.
| Ben Hur (Rosario) | 59 - 75 | Andes Talleres    | 24 de noviembre | 19:00 |
| Talleres (Paraná) | 79 - 49 | Montmartre        | 24 de noviembre | 21:00 |
| Andes Talleres    | 66 - 45 | Montmartre        | 25 de noviembre | 17:30 |
| Talleres (Paraná) | 68 - 75 | Ben Hur (Rosario) | 25 de noviembre | 19:30 |
| Ben Hur (Rosario) | 49 - 48 | Montmartre        | 26 de noviembre | 10:00 |
| Talleres (Paraná) | 64 - 48 | Andes Talleres    | 26 de noviembre | 12:00 |

### Zona B
| Equipo                      | Pts | PJ | PG | PP |
| --------------------------- | --- | -- | -- | -- |
| Ben Hur (Rafaela)           | 6   | 3  | 3  | 0  |
| Ferrocarril Sud (Olavarría) | 5   | 3  | 2  | 1  |
| Bolívar (Carlos Paz)        | 4   | 3  | 1  | 2  |
| Independiente (Salta)       | 3   | 3  | 0  | 3  |

|  | Avanza de fase. |

| Ferro (Olavarría)     | 66 - 53 | Independiente (Salta) | 24 de noviembre | 18:00 |
| Bolívar (Carlos Paz)  | 54 - 72 | Ben Hur (Rafaela)     | 24 de noviembre | 20:00 |
| Ferro (Olavarría)     | 78 - 64 | Bolívar (Carlos Paz)  | 25 de noviembre | 18:00 |
| Independiente (Salta) | 46 - 72 | Ben Hur (Rafaela)     | 25 de noviembre | 20:00 |
| Bolívar (Carlos Paz)  | 71 - 54 | Independiente (Salta) | 26 de noviembre | 11:00 |
| Ferro (Olavarría)     | 75 - 78 | Ben Hur (Rafaela)     | 26 de noviembre | 13:00 |

## Final four
| Equipo                      | Pts | PJ | PG | PP |
| --------------------------- | --- | -- | -- | -- |
| Talleres (Paraná)           | 6   | 3  | 3  | 0  |
| Andes Talleres              | 5   | 3  | 2  | 1  |
| Ferrocarril Sud (Olavarría) | 4   | 3  | 1  | 2  |
| Ben Hur (Rafaela)           | 3   | 3  | 0  | 3  |

|  | Campeón. |

| Andes Talleres    | 62 - 51 | Ben Hur (Rafaela) | 1 de diciembre | 19:00 |
| Talleres (Paraná) | 63 - 55 | Ferro (Olavarría) | 1 de diciembre | 21:00 |
| Andes Talleres    | 37 - 62 | Ferro (Olavarría) | 2 de diciembre | 18:00 |
| Talleres (Paraná) | 73 - 58 | Ben Hur (Rafaela) | 2 de diciembre | 20:00 |
| Ben Hur (Rafaela) | 39 - 75 | Ferro (Olavarría) | 3 de diciembre | 15:00 |
| Talleres (Paraná) | 54 - 48 | Andes Talleres    | 3 de diciembre | 17:00 |

Talleres de Paraná

Campeón

Primer título